# Bahnhof Landeck-Zams
Bahnhof Landeck-Zams vasútállomás Ausztriában, Tirolban, Landeck városában.

## Vasútvonalak
Az állomást az alábbi vasútvonalak érintik:
- Arlbergbahn

## Kapcsolódó állomások
A vasútállomáshoz az alábbi állomások vannak a legközelebb:
- St. Anton am Arlberg vasútállomás
- Bahnhof Ötztal
- Pians railway station
- Schönwies railway station

## Forgalom
Az állomás része a Tiroli S-Bahn hálózatnak. A távolsági forgalmat Bécs felé Railjet vonatok bonyolítják le.
| Járat                       | Útvonal | Gyakoriság                              |
| --------------------------- | --- | --------------------------------------- |
| Railjet logo.svg            | Wien Hbf – Innsbruck Hbf – Landeck-Zams – St. Anton am Arlberg – Bludenz – Feldkirch – Bregenz bzw. Sargans – Zürich HB  | Óránként; felváltva Bregenz vagy Zürich |
| InterCity (Österreich)      | Innsbruck Hbf – Landeck-Zams – St. Anton am Arlberg – Bludenz – Bregenz – Lindau – Stuttgart – Koblenz – Köln – Dortmund | Egy vonatpár                            |
| Regional-Express#Österreich | Innsbruck Hbf – Stams – Ötztal – Imst-Pitztal – Landeck-Zams                                                             | Óránként; részben félóránként           |
| /                           | Innsbruck Hbf – Zirl – Telfs-Pfaffenhofen – Stams – Ötztal – Imst-Pitztal – Schönwies – Landeck-Zams                     | 3–4 vonatpár naponta                    |